# سن-پل-دو-لا-کروا، کبک
سَن-پل-دو-لا-کروا (به فرانسوی: Saint-Paul-de-la-Croix) قصبه‌ای در منطقه شهری ریوییر-دو-لو ناحیه با-سن-لوران در استان کبک کانادا است. در سرشماری سال ۲۰۱۱ این قصبه ۳۷۲ نفر جمعیت داشته‌است و مساحت آن ۸۴٫۲۵ کیلومتر مربع است.